# Alakanuk
Alakanuk ist ein Ort mit dem Status einer City in der Kusilvak Census Area in Alaska. Das U.S. Census Bureau hatte bei der Volkszählung 2020 eine Einwohnerzahl von 756 ermittelt. Das Eskimo-Dorf liegt im Yupik-Sprachenraum.

## Geographie
Alakanuk befindet sich im Westen von Alaska am rechten Flussufer des Yukon River, etwa 15 km bevor dieser das Meer erreicht. Der Ort liegt etwa drei Meter über dem Meeresspiegel am östlichen Ende des „Alakanuk Pass“, einem 15 km langen, schmalen Ästuargewässers, das vom Yukon River nach Westen abzweigt und zum Meer führt. Somit liegt Alakanuk auf einer Mündungsinsel im Schutzgebiet Yukon Delta National Wildlife Refuge. Der Ort verfügt über einen Flugplatz. Die nächstgelegenen Orte sind Emmonak, 14 km nordöstlich, sowie Nunam Iqua, knapp 20 km südsüdwestlich.

## Geschichte
„Alakanuk“ wurde erstmals von G. R. Putnam vom U.S. Coast and Geodetic Survey gemeldet. In der Yupik-Sprache bedeutet der Ortsname in etwa „falscher Weg“. Die Bevölkerungszahl im Jahr 1939 betrug 61, im Jahr 1950 140. In der Nähe von Alakanuk wurde eine katholische Missionsschule errichtet. Die Schule wurde 1948 nach St. Mary’s verlegt. Viele Familien zogen daraufhin von dem alten Schulstandort zu dem heutigen Alakanuk. Im Jahr 1946 wurde ein Postamt in Alakanuk eröffnet. 1969 erhielt Alakanuk den Status einer „City“. Die Bevölkerung von Alakanuk lebt hauptsächlich von Subsistenzwirtschaft. Der Verkauf, die Einfuhr und der Besitz von Alkohol sind in Alakanuk verboten.

## Demografie
Zum Zeitpunkt der Volkszählung im Jahre 2020 (U.S. Census 2020) hatte Alakanuk 756 Einwohner auf einer Landfläche von 83,4 km². Von den Einwohnern waren 20 Weiße sowie 718 amerikanisch-indianischer Abstammung.
Beim Zensus im Jahr 2000 wurden 652	 Einwohner gezählt, 2010 waren es 677. Die Bevölkerungsentwicklung war somit in den letzten Jahren ansteigend.